# أندريا دي سيساريس
أندريا دي سيساريس (بالإيطالية: Andrea De Cesaris)‏ مواليد 31 مايو 1959 في روما، كان سائق فورملا 1 إيطالي سابق كان قد بدأ مسيرته الاحترافية سنة 1980. كان أول سباق له هو جائزة كندا الكبرى 1980. خاض خلال مسيرته 214 سباقاً. توفي في سنة 2014 بعد فقدانه للتحكم بدراجته النارية التي كان يقودها.

## سباقات شارك فيها
- بطولة العالم للسيارات الرياضية
- بطولة فورمولا 3 البريطانية